# یوژف سیگه‌تی
یوژف سیگه‌تی (مجاری: Szigeti József؛ [ˈjo:ʒɛf ˈsiɡɛti]؛ ۵ سپتامبر ۱۸۹۲–۱۹ فوریهٔ ۱۹۷۳) یک نوازندهٔ مشهور ویولن، موسیقی‌دان و مؤلفِ موسیقی اهل مجارستان بود.
یوژف در بوداپست به دنیا آمد و سه‌ساله بود که مادرش را از دست داد. به همین دلیل او را نزد مادربزرگش در شهر سیگتو مرمتسیه واقع در کوه‌های کارپات فرستادند و او در خانواده‌ای اهل موسیقی تربیت شد، چرا که تمامی اعضای گروهِ موسیقیِ این شهر کوچک، دایی‌های وی بودند. یوژف نواختن ویولن را از کودکی آغاز کرد و پس از آنکه مشخص شد در این کار نبوغ خاصی دارد، پدرش مجدداً او را به بوداپست آورد تا تحت تعلیمِ مدرس مشهور ویولن «ینو هوبائی» قرار گیرد.
پس از مدتی با فروچیو بوزونی آشنا شد و ایندو با هم کنسرت‌هایی را برگزار کردند که سبب شهرت بیشتر او شد. مدتی بعد، یوژف به بیماری سل مبتلا شد و مجبور شد تا در یک بیمارستان مسلولین در سوئیس بستری شود. وی برای مدتی در شهر ژنو ماندگار و استاد رشتهٔ ویولن در «هنرستان موسیقی» این شهر شد. در همین هنگام بود که با بلا بارتوک آشنا شد و این دوستی تا پایان عمر، دوام یافت.
یوژف از سال‌های دههٔ ۲۰ میلادی تا ۱۹۶۰، کنسرت‌های فراوانی را در اقصی نقاط دنیا اجرا کرد. او به موسیقی مدرن علاقه‌مند بود و از آن حمایت می‌کرد، به‌نحوی که برخی از آهنگسازان معاصر، قطعاتی را منحصراً برای اجرایِ او نوشته بودند که از آن جمله، می‌توان به «کنسرتوی ویولن» (ارنست بلوک)، «راپسوری شمارهٔ ۱» (بلا بارتوک) و «سونات شماره ۱ برای تک‌نوازی» (اوژن ایزایی) اشاره کرد.